# Katharina von Lothringen
Katharina von Lothringen (* 1407; † 1. März 1439) war die Ehefrau des Markgrafen Jakob I. von Baden.
Sie war die Tochter von Herzog Karl II. von Lothringen und der Pfalzgräfin Margarete von der Pfalz und wurde am 1. März getauft.
Sie heiratete am 25. Juli 1422 Jakob I. von Baden.
Aus dieser Verbindung gingen folgende Kinder hervor:
- Karl (* 1427; † 24. Februar 1475 in Pforzheim) heiratete 1447 in Pforzheim Katharina von Österreich
- Bernhard (* 1428 in Pforzheim; † 12. Juli 1458 in Moncalieri/Oberitalien), seliggesprochen.
- Johann (* 1434; † 9. Februar 1503 in Ehrenbreitstein); Erzbischof und Kurfürst von Trier
- Georg (* 1433; † 11. Februar 1484 in Moyen), Bischof von Metz
- Markus (* 1434; † 1. September 1478)
- Margarete (* 1431; † 24. Oktober 1457 in Ansbach) heiratete 1446 in Heilsbronn Albrecht III.[1]

- Mathilde († 1485), Äbtissin in Trier